# Hyper V-Ball
Hyper V-Ball é um jogo eletrônico de voleibol, desenvolvido pela Video System e publicado nas Américas pela Mc O'River (subsidiária da Video System no ocidente) em 13 de outubro de 1993 para o console Super Nintendo. O jogador pode usar jogadores humanos ou robóticos. Enquanto os jogadores humanos dão mais realismo ao jogo, os robôs podem fornecer movimentos especiais que podem garantir pontos para o jogador ou CPU adversário.
O jogo é a sequência de Super Volleyball, do Mega Drive e TurboGrafx-16. É, também, um port de Power Spikes II, lançado exclusivamente para Neo Geo.
A trilha sonora do jogo foi assinada por Naoki Itamura.